# NGC 115
NGC 115 ist eine Balken-Spiralgalaxie vom Hubble-Typ SBbc im  Sternbild Bildhauer am Südsternhimmel. Sie ist schätzungsweise 81 Millionen Lichtjahre von der Milchstraße entfernt und hat einen Durchmesser von etwa 45.000 Lichtjahren.
Gemeinsam mit NGC 131, NGC 134, NGC 148, IC 1554, IC 1555 und PGC 2044 bildet sie die NGC 134-Gruppe.
Das Objekt wurde am 25. September 1834 von dem britischen Astronomen John Herschel entdeckt.